# 鹿之湯温泉
鹿之湯温泉（しかのゆおんせん）は、岐阜県恵那市笠置町毛呂窪（旧国美濃国）にある温泉。

## 泉質
- 単純放射能冷鉱泉(ラジウム温泉)
  - 泉温　15.5℃
- 源泉温度が低いため、沸かし湯にしている。

## 温泉地
恵那市北部に聳える笠置山の麓、毛呂窪集落に一軒宿の「料理旅館　鹿之湯」が存在する。日帰り入浴も扱っている。
料理は飛騨牛や地元の野菜を使用している。周辺には尹良親王の伝説が残っている。

## 歴史
開湯は600年以上前の応永年間。
集落の人々は、鹿が毎年のように湯に浸かって、胎児を育てていたのを発見したのがきっかけである。そのため毛鹿母(けろくぼ、毛呂窪)という地名になった。人々が入浴したところ、効能があることに気付いた。
そこで薬師如来の尊像を置き、鹿之湯と名付けた。
昭和20年代には、5～6軒の旅館が存在していた。

## アクセス
- 中央自動車道恵那ICより車で10分。
- JR中央本線恵那駅より車で10分。